# Дідач Ігор Йосипович
І́гор Йо́́сифович Ді́дач (20 листопада 1974 — 17 січня 2015) — український військовик, старший солдат резерву Міністерства внутрішніх справ України. Кавалер ордена «За мужність». Доброволець, з 15 квітня 2014 року перебував у зоні бойових дій, стрілець-гранатометник Київської окремої бригади Північного ОТО НГУ.

## Життєвий шлях
Ігор Дідач народився 20 листопада 1974 року в м. Дрогобич, мешкав у місті до 7 років. Пішов у перший клас в Дрогобицьку СШ № 14. Згодом разом з батьками переїхав у місто Трускавець. Навчався та закінчив Трускавецьку ЗОШ № 1 та дитячу школу мистецтв — клас баяна. Після здобуття неповної середньої освіти вступив у медичне училище в місті Костополі Рівненської області, за спеціальністю «Медсестринська справа».
Працював у фізкабінеті санаторію «Дніпро-Бескид» міста Трускавця, де й познайомився зі своєю майбутньою дружиною Наталею. Згодом працював у санаторії «Юність», масажистом у БОЛ № 1 міста Трускавця. Потім узяв в оренду масажний кабінет, згодом винайняв друге приміщення, де відкрив салон краси.
У 2010 році Ігор Дідач переїхав у Київ.

### Революція Гідності
У листопаді 2013 року, коли розпочалася Революція Гідності, доньки Ігоря, зібравши друзів, вирушили в столицю. На Майдані Вікторія та Роксолана потрапили під кийки беркутівців (це був перший розгін Майдану — 30 листопада). Після цих подій тато вийшов на Майдан. Він казав: «Я не дозволяю, щоб били моїх дітей, нікому не дозволю». Вони працювали волонтерами, а Ігор записався до лав самооборони: спершу у 9-ту сотню, пізніше у 12-ту. Після кожного робочого дня він приходив на Майдан, де був цілу ніч, зранку знову йшов на роботу. Як розповідали його друзі, Ігор зі своїм товаришем одними із перших почали робити коктейлі молотова, вони ж підпалили перший ворожий БТР. Ігор був учасником усіх подій на Грушевського 19-20 лютого 2014 року: озброєний лише бітою, він носив шини під Жовтневий палац — лише чудом тоді залишився живий.

### Війна на сході України
Після спроби анексії Криму Ігор Дідач вступив до Правого сектору. У квітні 2014-го він серед перших записався до лав Національної гвардії України, проходив навчання в Нових Петрівцях. Після цього їхній 1-й батальйон НГУ відправили на гору Карачун, біля м. Слов'янська. На горі не було умов для проживання: їм не привозили ні води, ні харчів. Ігор з побратимами мусили по їжу спускатися до найближчого блокпоста (де стояла 95-та десантна бригада). Спали бійці в приміщенні телевежі. На другу ротацію Ігор зі своїм батальйоном стояли на блокпості в с. Шандриголове.
У Слов'янську деякі люди ставилися до них як до ворогів, але чимало людей допомагали, приносили харчі: якийсь чоловік подарував Ігореві ікону св. Олександра. Багатьом жителям Слов'янська і с. Шандриголове робив масаж.
Під час відпустки літом 2014-го у Трускавці затримав злодія, який пограбував жінку, та передав його правоохоронцям.
У січні 2015-го Ігор Дідач відряджений на схід України — для забезпечення ротації підрозділів резервного батальйону ім. Героя України генерал-майора С. Кульчицького. До цього виникало багато складнощів із документами для відправки на передову, чотири рази поїздку відкладали. 4 січня 2015 року врешті документи батька були оформлені, українські вояки автобусом виїхали з військової частини міста Києва. Під час останньої телефонної розмови з доньками він, перебуваючи у Слов'янську, розповідав, як там усе змінилося: люди стали патріотичні, на будинках майорять українські прапори.

### Обставини загибелі
5 січня перебував у мікроавтобусі «Богдан», який перевозив взвод резервістів і потрапив у ДТП поблизу Артемівська. З «Богданом» зіштовхнувся військовий «КрАЗ». Сергій Бабічев був досвідченим водієм, за свідченнями тих, хто вижив, до останнього намагався зробити все можливе для того, щоб уникнути зіткнення та врятувати побратимів. Тоді загинуло 12 військовиків, ще 21 зазнав травм. 17 січня помер у київському шпиталі від поранень. Серед загиблих: Віктор Бурка, Юрій Лінивенко, Тарас Герасимюк, Ігор Каплуненко, Роман Малюта, Володимир Матківський, Максим Щіпов.
Без Ігоря лишились батьки, дружина, дві доньки: Роксолана та Вікторія. Донька Вікторія є радником голови Національного агентства з питань запобігання корупції.
19 січня 2015-го похований у селі Модричі.

## Вшанування пам'яті
- 3 вересня 2015 року перед Трускавецькою СШ № 1, де навчався Ігор Дідач, встановлена меморіальна таблиця на його честь[3].
- Вшановується в меморіальному комплексі «Зала пам'яті», в щоденному ранковому церемоніалі 17 січня[4][5].

## Нагороди
- Орден «За мужність» III ступеня (28 червня 2015, посмертно) — особисту мужність і високий професіоналізм, виявлені у захисті державного суверенітету та територіальної цілісності України, вірність військовій присязі.[6]